# Ancylomenes aqabai
Ancylomenes aqabai is een garnalensoort uit de familie van de Palaemonidae. De wetenschappelijke naam van de soort is voor het eerst geldig gepubliceerd in 2008 door Bruce.